# Філіція
Філіція —  село в Україні, в Уманському районі Черкаської області, у складі Маньківської селищної громади. Розташоване за 16 км на північний схід від селища Маньківка. Населення становить 120 осіб (на 2001 р.).

## Галерея

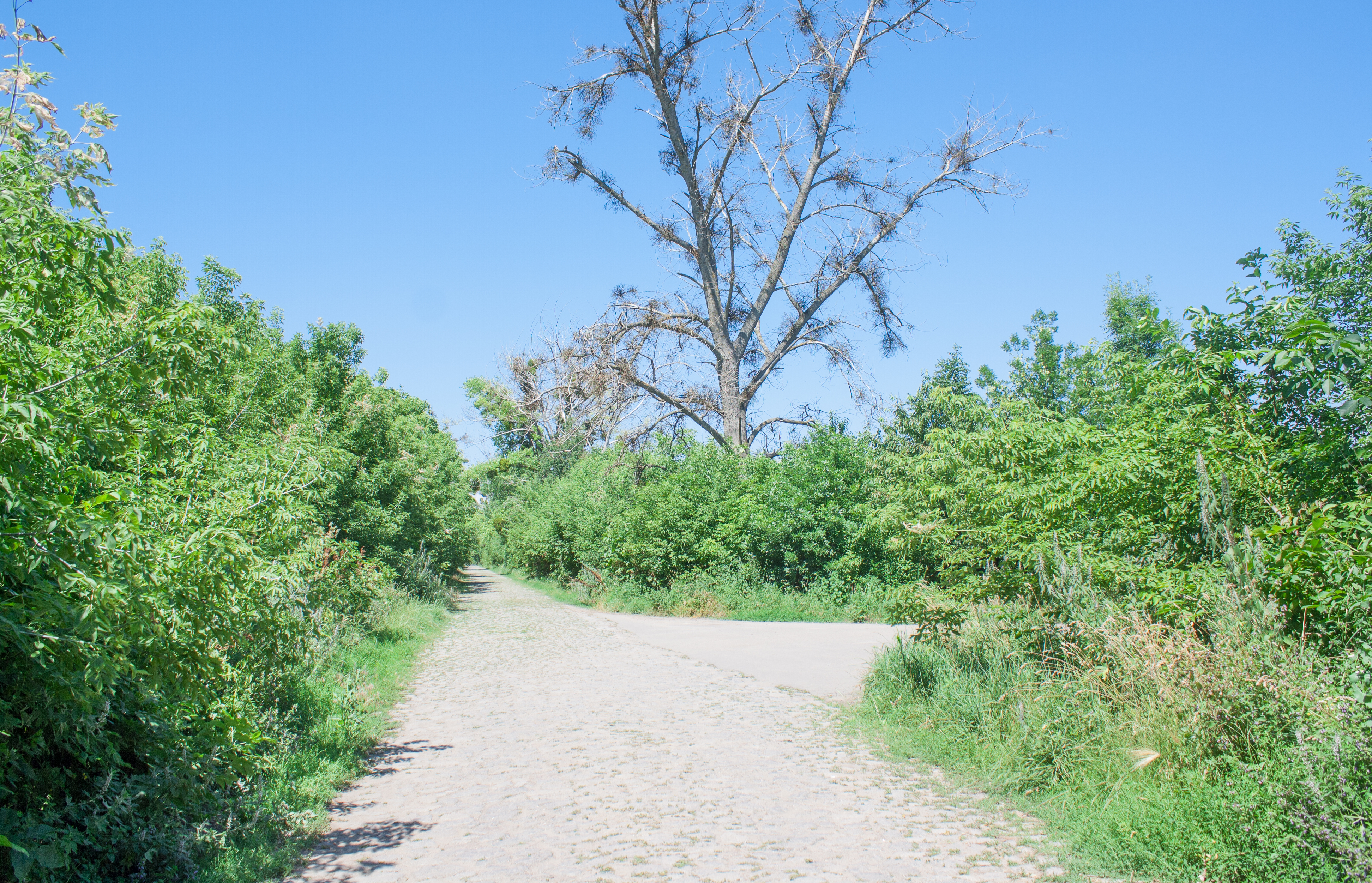
В'їзд у село
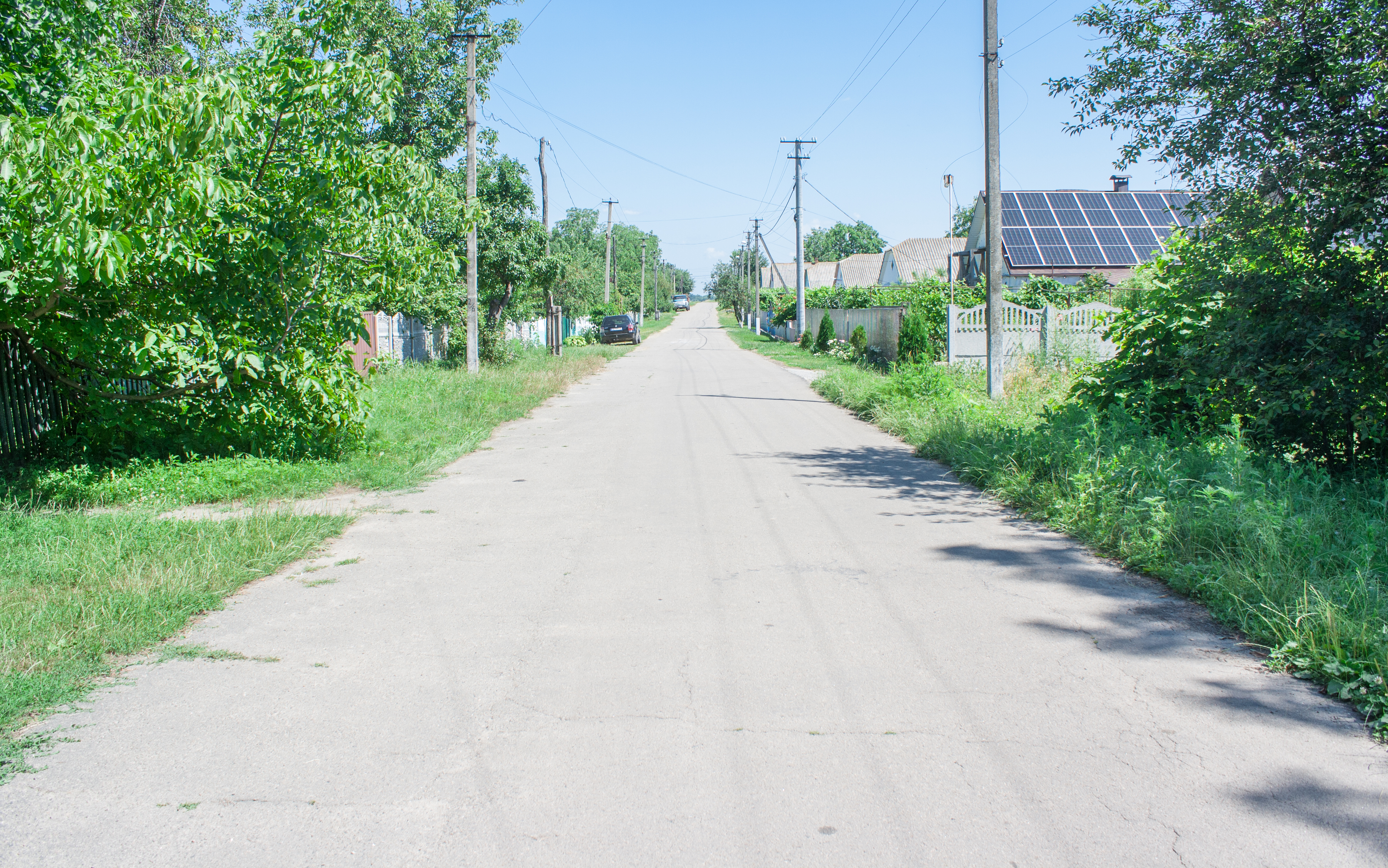
Головна вулиця